# Waldbahn Konezgorjer
| Waldbahn Konezgorjer       | Waldbahn Konezgorjer |
| -------------------------- | -------------------- |
| Waldbahn Konezgorjer       |                      |
| Waldbahn Konezgorjer, 2014 |                      |
| Streckenlänge:             | 80 km                |
| Spurweite:                 | 750 mm (Schmalspur)  |
|                            |                      |

Die Waldbahn Konezgorjer (russisch Конецгорская узкоколейная железная дорога, transkr. Konezgorskaja uskokolejnaja schelesnaja doroga, transl. Konecgorskaâ uzkokolejnaâ železnaâ doroga) ist eine Schmalspurbahn beim Dorf Rotschegda im Winogradowski Rajon in der Oblast Archangelsk in Russland.

## Geschichte
Die 80 km lange Waldeisenbahn wurde 1942 in Betrieb genommen und ist noch das ganze Jahr über in Betrieb (2015). Sie hat eine Spurweite von 750 mm. Sie wird heute für den Holztransport und für den Transport von Waldarbeitern genutzt. Im Jahr 2015 wurden die Gleise stellenweise repariert.

## Fahrzeuge

### Lokomotiven
- Diesellok der SŽD-Baureihe ТУ6А - № 3017, 3109
- Diesellok der SŽD-Baureihe ТУ6СПА - № 005
- Diesellok der SŽD-Baureihe ТУ7 - № 2304, 1710, 1331, 1437, 3290
- Diesellok der SŽD-Baureihe ТУ8 - № 0012
- Draisine TD-5U „Pionier“

### Güter- und Personenwagen
Es gibt mehrere Langholzwagen, offene und geschlossene Güterwagen, Tankwagen, Schüttgutwagen für den Schottertransport beim Gleisbau sowie mindestens einen Schneepflug und Schienendrehkräne des Typs DM-20 «Loglift». Außer Personenwagen gibt es auch einfache Speise- oder Aufenthaltswagen.

## Galerie

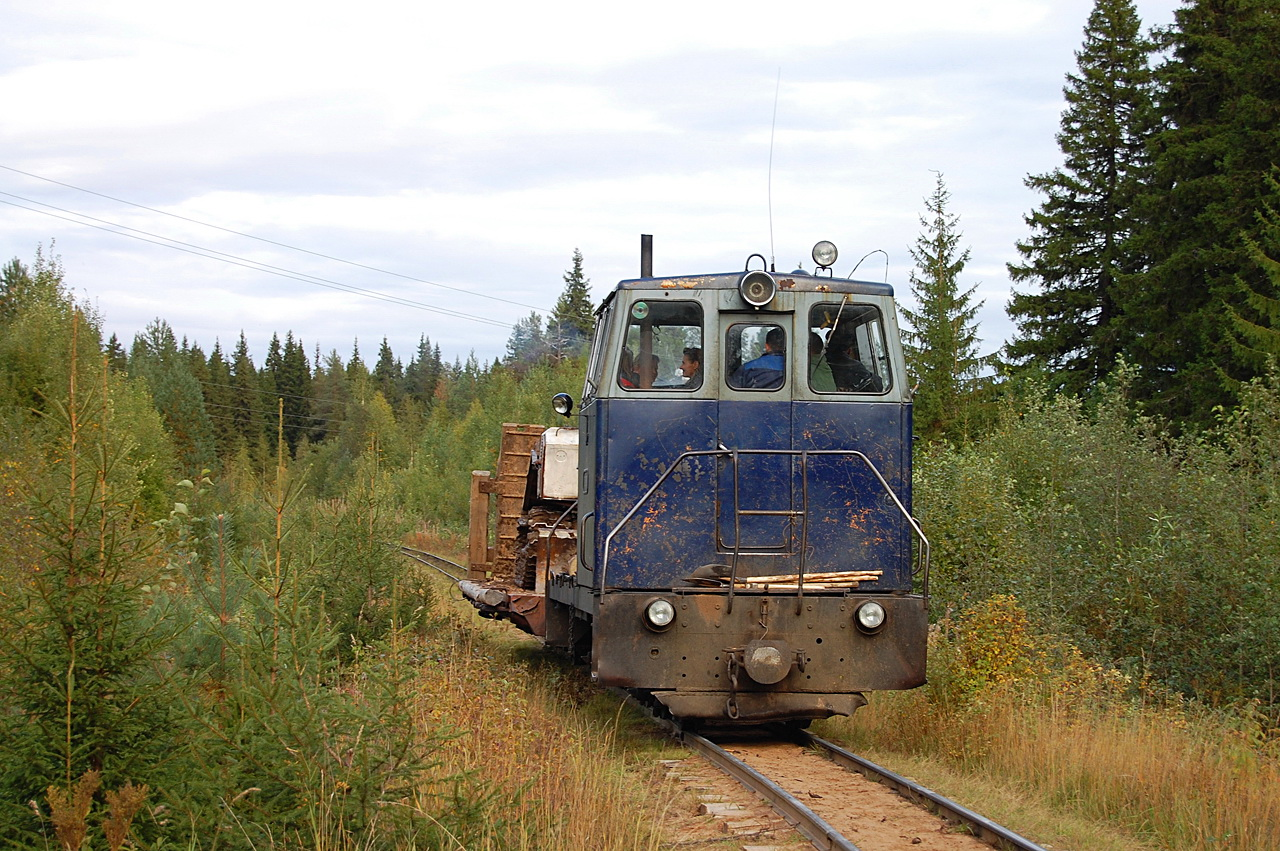
Diesellok der SŽD-Baureihe ТУ7 - № 1437 (ТУ6А - № 3081)
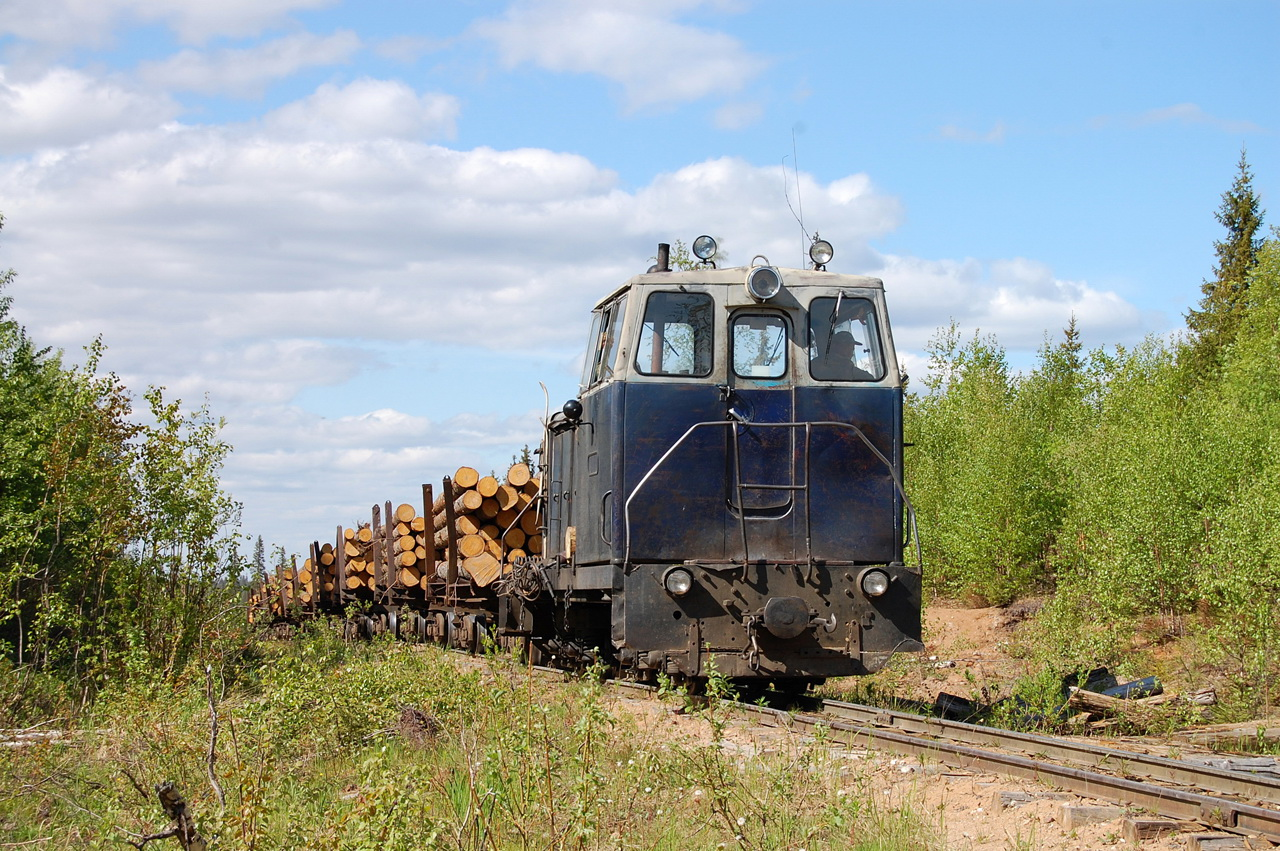
Diesellok der SŽD-Baureihe ТУ7 - № 1710 (ТУ6А - № 2823)
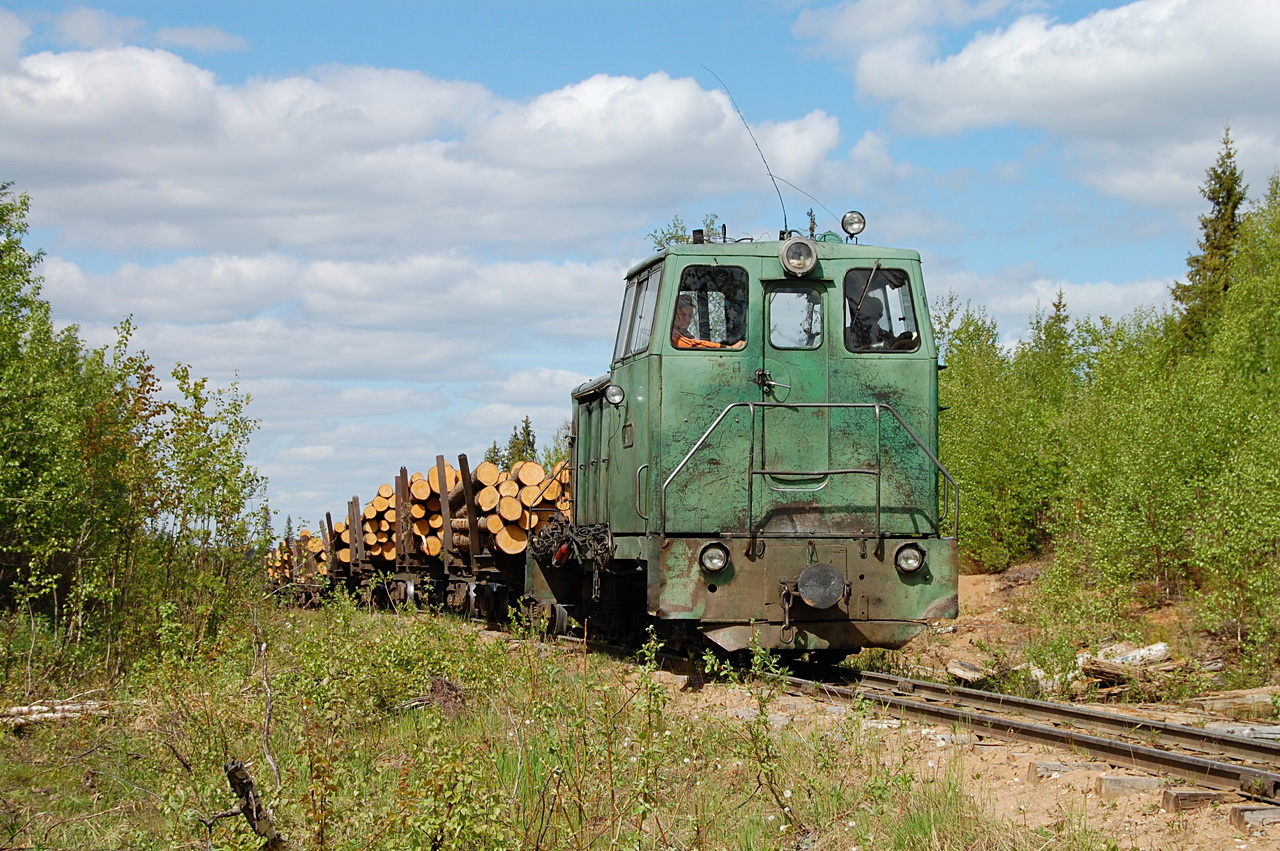
Diesellok der SŽD-Baureihe ТУ7 - № 1331 (ТУ6А - № 3129)
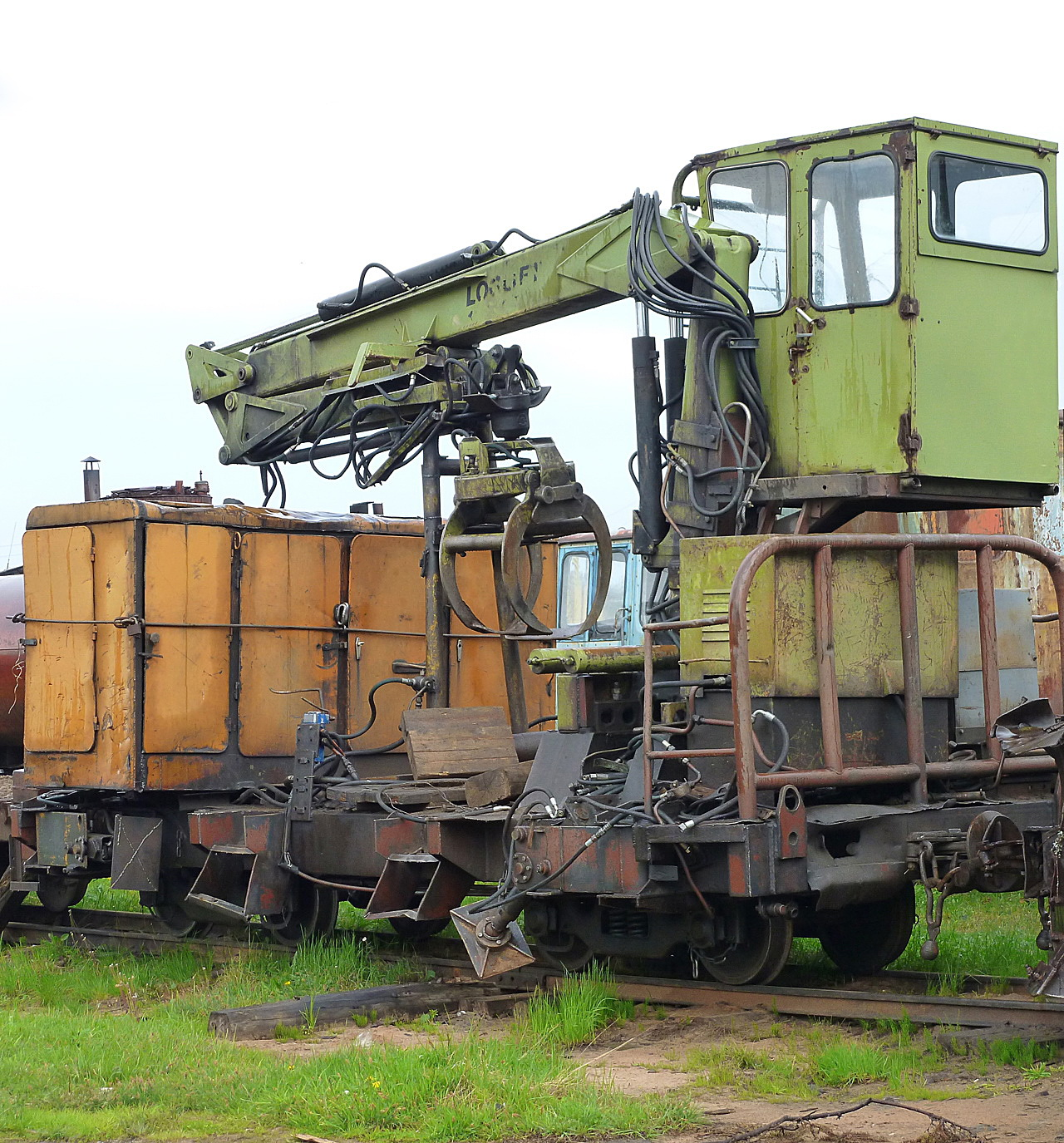
Schienendrehkran DM-20 «Loglift»
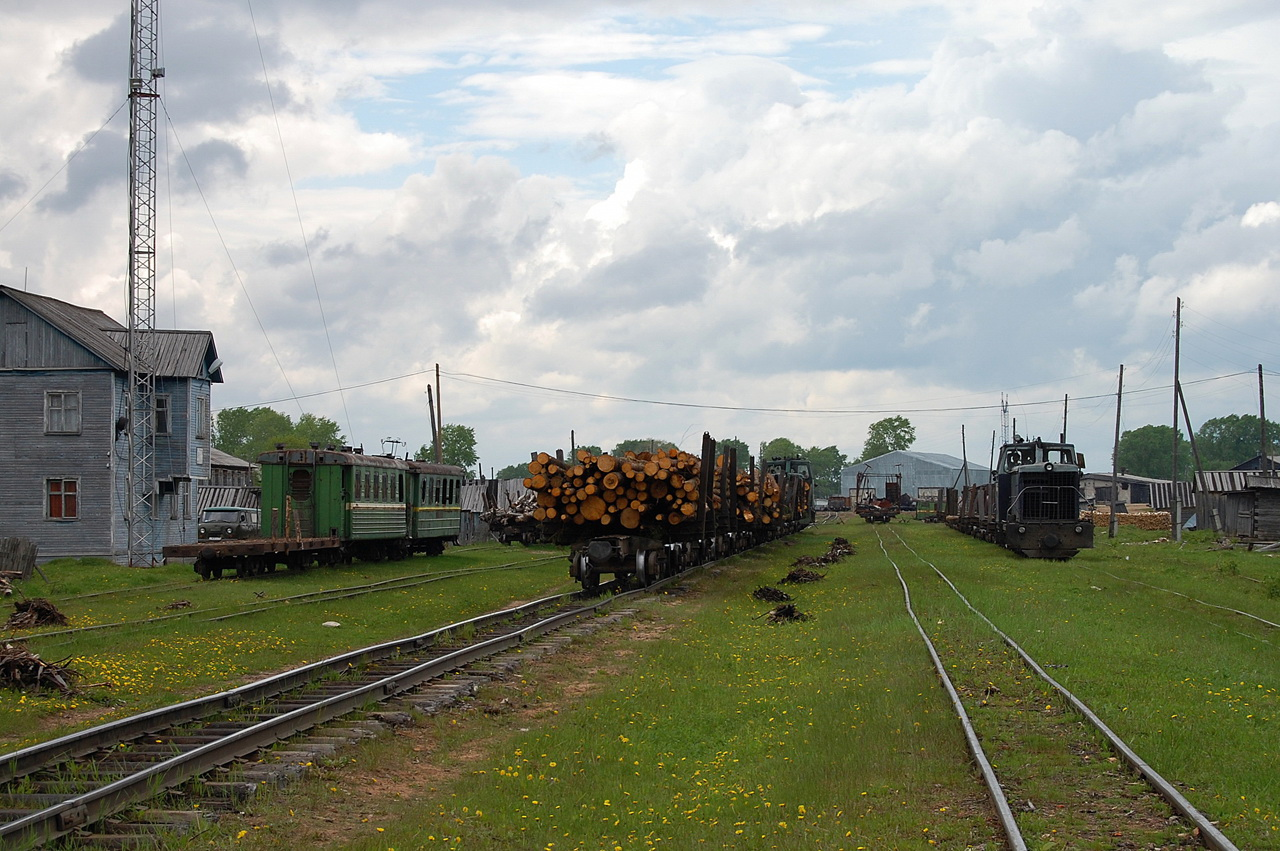
Bahnhof